# إدورني
إدورني جارسيا ألماجرو (بالإسبانية: Edurne García Almagro)‏ هي مغنية وممثلة ومقدمة برامج تلفزيونية إسبانية، ولدت يوم 22 ديسمبر 1985 في مدريد في إسبانيا.

## روابط خارجية
- إدورني على موقع IMDb (الإنجليزية)
- إدورني على موقع ميوزك برينز (الإنجليزية)
- إدورني على موقع أول ميوزيك (الإنجليزية)
- إدورني على موقع ديسكوغز (الإنجليزية)
- إدورني على موقع قاعدة بيانات الفيلم (الإنجليزية)
- إدورني على موقع كينوبويسك (الروسية)